# ココロ花
『ココロ花』（ココロばな）は、ABC放送の「笑いの金メダル」内で結成された笑金オールスターズが発売したシングル。2005年8月24日発売。

## 概要
- プロデュースはポルノグラフィティや広瀬香美などのプロデュースで知られる本間昭光。作曲はウルフルズのボーカル、トータス松本。作詞はMCレンジこと高須光聖。異色の制作陣が揃った。
- 番組内でオリコントップ10に入らなければ芸人全員パンチパーマという罰ゲームを課した。発売2日後の「ミュージックステーション」にも出演した。しかし、結果は24位と伸び悩み、約束通りパンチパーマにされてしまった。
- ジャケットの笑金オールスターズの題字は出演者である三宅裕司、イラストも出演者である芸人・鉄拳が担当した。
- CDとDVDとの2枚組1種類の形態での発売。初回封入特典としてお笑い芸人トレーディングカード(3枚)付き。トレーディングカードの写真は、収録中の映像を流用している。
- プロモーションビデオは番組のスタジオで撮影。
- このCDは番組を放送していたABCから直々に発売され、大手レコード会社から発売されることはなかったため、インディーズ盤扱いとなっている。発売週のオリコン・インディーズシングルチャートでは1位を記録した。
- レコーディングに参加したのは、くりぃむしちゅー、カンニング竹山、ペナルティ、ヒロシ、ロバート、レギュラーであった。プロモーションビデオにも彼らのみ出演している[1]。

## 収録曲

### CD
1. ココロ花（作詞:MCレンジ / 作曲:トータス松本(ウルフルズ) / 編曲:本間昭光）
2. ココロ花 (Instrumental)

### DVD
1. 爆笑レコーディング裏映像
2. ココロ花 (Music Clip)